# حزب اسلامی کار
حزب اسلامی کار   یکی از احزاب اصلاح طلب ایران است که بعد از انتخابات هفتمین دوره ریاست جمهوری از بطن خانه کارگر به وجود آمد و در تاریخ ۱۳۷۷/۱۱/۵ از وزارت کشور مجوز فعالیت گرفت و در تاریخ ۱۳۷۷/۱۱/۲۹ به‌طور رسمی فعالیت خود را آغاز کرد. اولین دبیرکل این حزب ابوالقاسم سرحدی‌زاده بود.

## زمینه‌های شکل گیری
بنیان گذاران خانه کارگر همان فعالان صنفی و سیاسی  شاخه کارگری حزب جمهوری اسلامی بودند. خانه کارگر به عنوان مدافع حقوق کارگران ایران در تاریخ ۱۳۷۰/۱۰/۱۵ از وزارت کشور مجوز فعالیت گرفت.
در سال ۱۳۷۷ عده‌ای از اعضای مرکزی تشکیلات خانه کارگر به منظور تفکیک فعالیت سیاسی و صنفی تصمیم به ایجاد حزب جدیدی به نام حزب اسلامی کار گرفتند. بدین ترتیب با ایجاد این حزب ، فعالیت سیاسی در حزب اسلامی کار و فعالیت صنفی و کارگری در خانهٔ کارگر متمرکز شد.
ابوالقاسم سرحدی‌زاده (اولین دبیرکل حزب اسلامی کار) علت تشکیل این حزب و جدایی آن از هسته‌ی اولیهٔ آن یعنی خانه‌ی کارگر را چنین بیان می‌کند:
«خانه کارگر نهادی است که برای پیگیری نیازهای صنفی جامعه‌ی کارگری تشکیل شد و کمتر محتوای سیاسی دارد. از آنجا که خانه کارگر به این نقصان در مجموعه‌ی خود پی برد تصمیم به این گرفته شد که حزب اسلامی کار به وجود بیاید. این حزب در واقع از بطن خانه کارگر و بنا به ضرورت فعالیت‌های سیاسی کارگران تأسیس شد تا به عنوان نماینده‌ی سیاسی مجموعه‌ی نیروهای مولد که بخشی از آنان را کارگران تشکیل می‌دهند، از تمامی ابزارها از جمله ابزار سیاسی برای ارتقاء تولید و اعتلای مفهوم کار استفاده کند.»

## دبیرکل
اولین دبیر کل این حزب در سال‌های ۱۳۷۷-۱۳۸۰ ابوالقاسم سرحدی‌زاده بود و پس از آن حسین کمالی به دبیرکلی انتخاب شد که تا امروز نیز ادامه دارد.

## سازمان‌های تابعه‌ی حزب
سازمان زنان حزب اسلامی
سازمان جوانان حزب اسلامی کار
سازمان دانشجویی حزب اسلامی کار
سازمان سبز محیط زیست
سازمان کارآفرینی حزب اسلامی کار

## اعضای سرشناس
- حسین کمالی
- ابوالقاسم سرحدی‌زاده
- علیرضا محجوب
- محسن سرخو
- سهیلا جلودارزاده
- سیده فاطمه ذوالقدر